# The Splitters
The Splitters è un gruppo musicale croato formato a Spalato nel 2019 da Josip Senta, Petar Senta, Marko Komić e Antonio Komić.

## Storia
Il gruppo è salito alla ribalta nel 2018 con la loro partecipazione a vari concorsi musicali: sono stati finalisti al festival ST-@rt a Spalato, e hanno vinto il primo premio al Rock Fest di Sarajevo e al West Herzegowina Festival di Široki Brijeg.
Dopo aver firmato un contratto discografico con la Croatia Records, hanno iniziato a pubblicare musica in lingua croata. Nel luglio 2020 è uscito il loro album di debutto Izvedi me van, che ha raggiunto la 10ª posizione nella classifica croata.
Nel dicembre 2022 è stata annunciata dall'emittente radiotelevisiva nazionale HRT la partecipazione degli Splitters a Dora 2023, il programma di selezione del rappresentante croato all'Eurovision Song Contest, dove hanno presentato l'inedito Lost and Found classificandosi al 4º posto su 18 partecipanti.

## Formazione
- Josip Senta – voce, basso
- Petar Senta – chitarra ritmica, voce
- Marko Komić – chitarra
- Petar Senta – batteria

## Discografia

### Album in studio
- 2020 – Izvedi me van

### Singoli
- 2019 – Oboji me
- 2019 – Život na ekranu
- 2019 – Zauvijek mlad
- 2019 – Nepoznata netko
- 2020 – Lollipop
- 2021 – Barbara
- 2021 – Nitko kao mi
- 2022 – Emocionalna pornografija
- 2022 – Izgubljeni grad
- 2022 – Role filmova